# Kościół w Bansinie
Kościół w Bansinie (niem. Kirche Bansin, nazywany też kościołem leśnym, niem. Waldkirche) – protestancka świątynia w niemieckiej gminie Heringsdorf, w dzielnicy Bansin. Filia parafii Heringsdorf-Bansin. 
Kamień węgielny pod budowę kościoła wmurowano w 1938 roku, prace zakończono 12 lutego 1939, co czyni go najmłodszym kościołem luterańskim na wyspie Uznam. Kościół wzorowano na obecnie nieistniejącym, staroluterańskim kościele Świętego Krzyża w Świnoujściu.

## Architektura i wyposażenie
Świątynia modernistyczna, jednonawowa. Kościół zdobią witraże przedstawiające ewangelistów oraz Marcina Lutra. Nad ołtarzem znajduje się drewniany, bogato zdobiony krzyż. Organy wzniosło przedsiębiorstwo Sauer/Walcker z Frankfurtu nad Odrą.

## Galeria

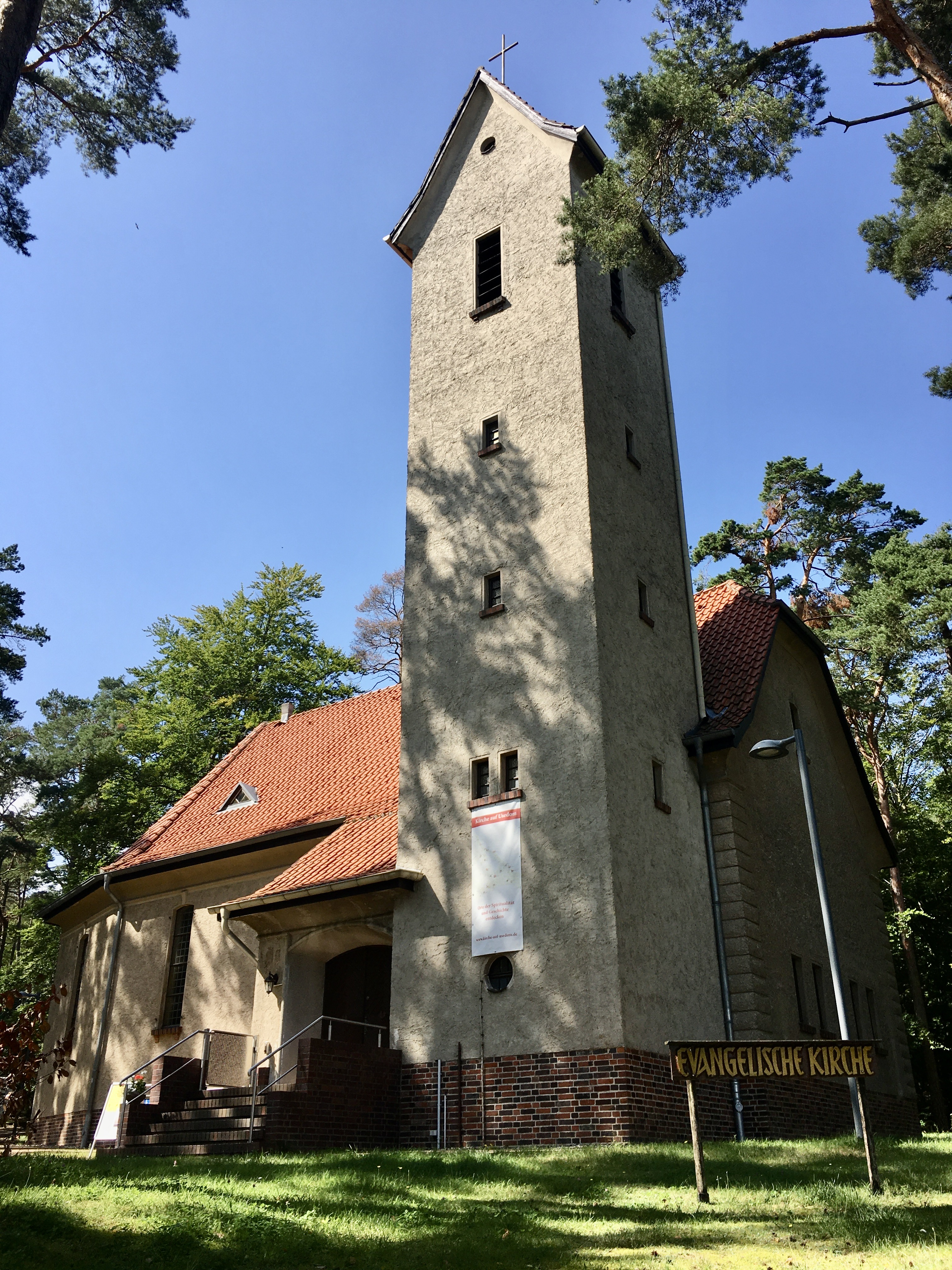
Widok ze wschodu
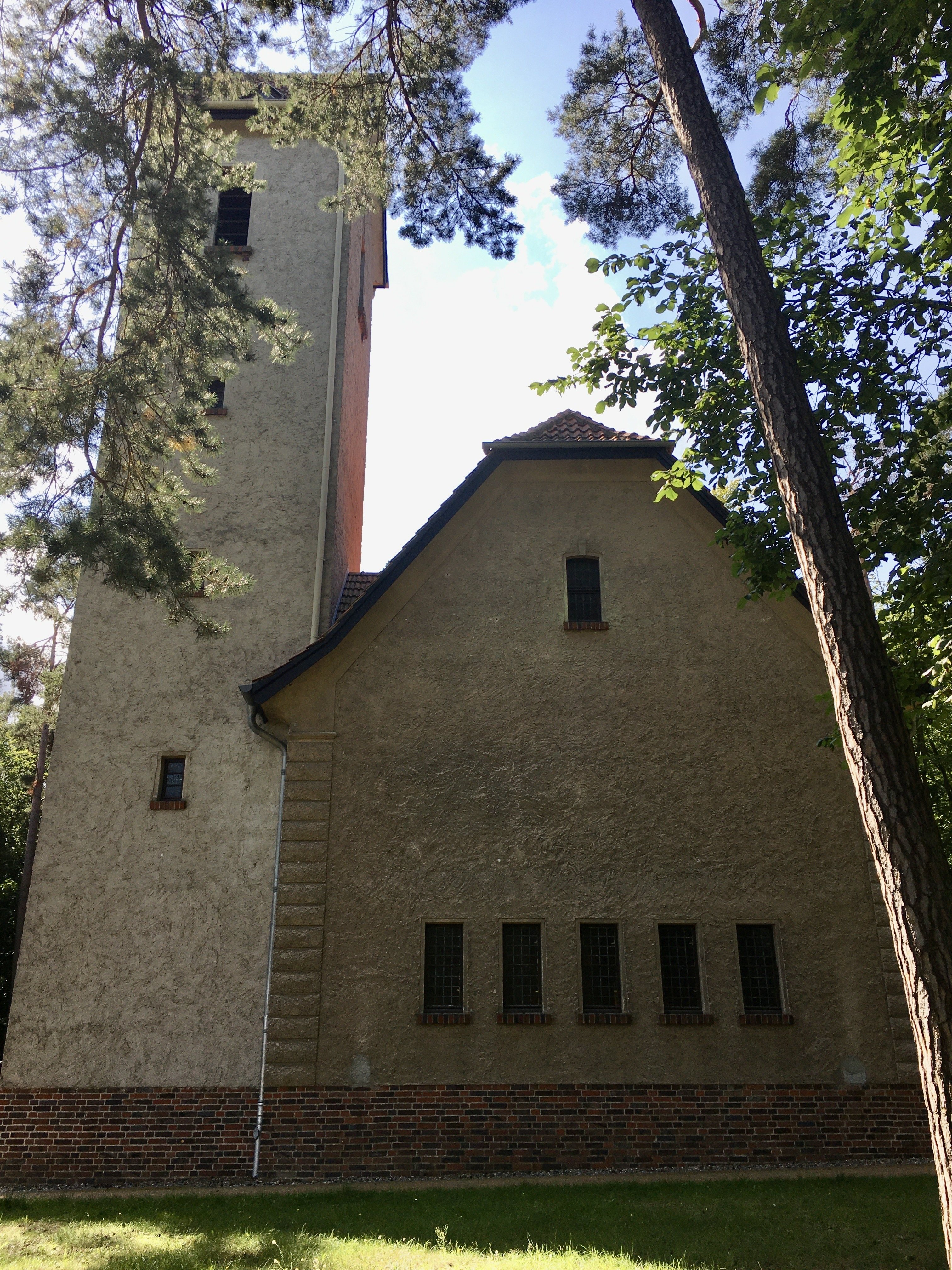
Północno-wschodnia elewacja
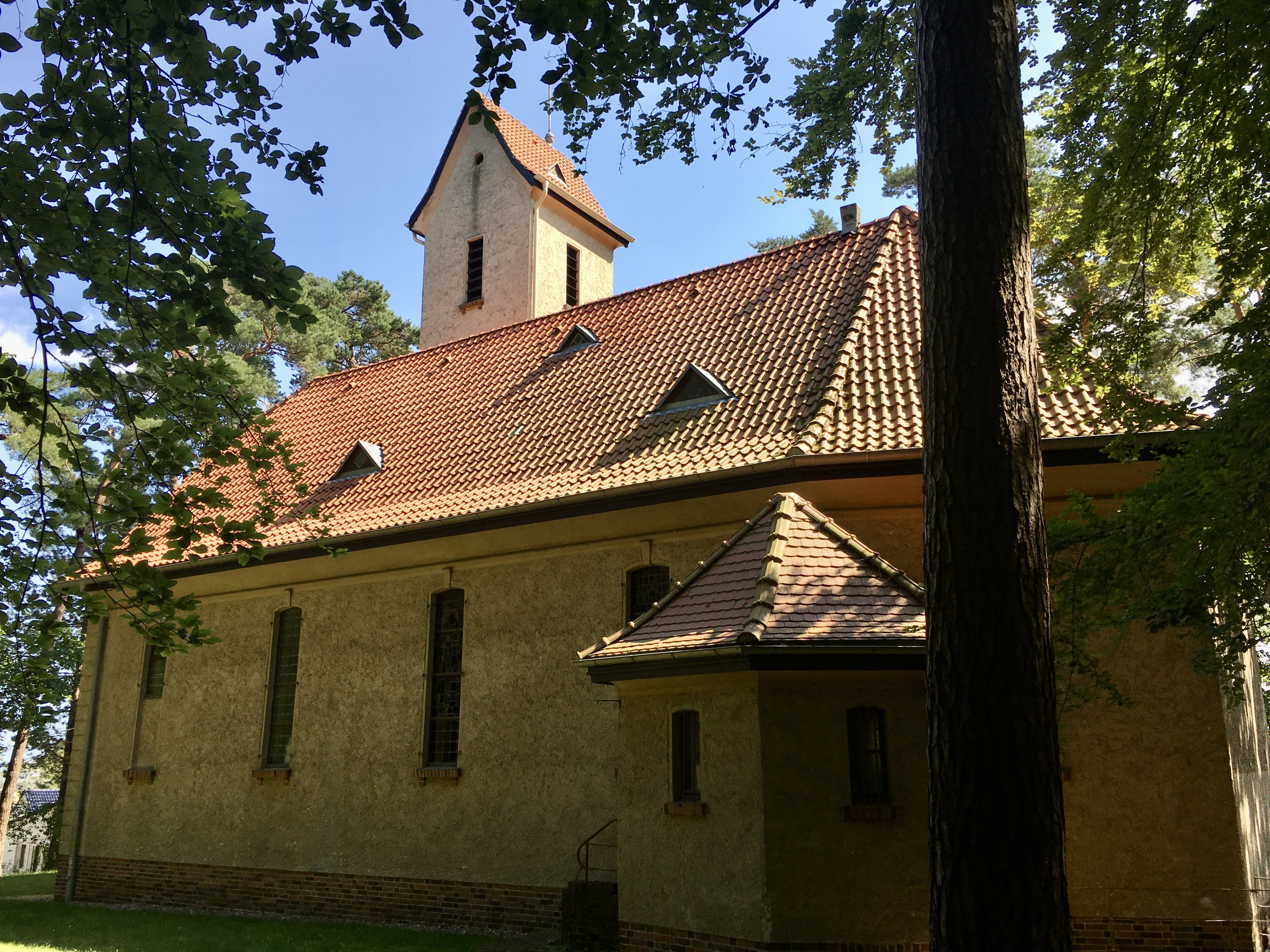
Widok z zachodu
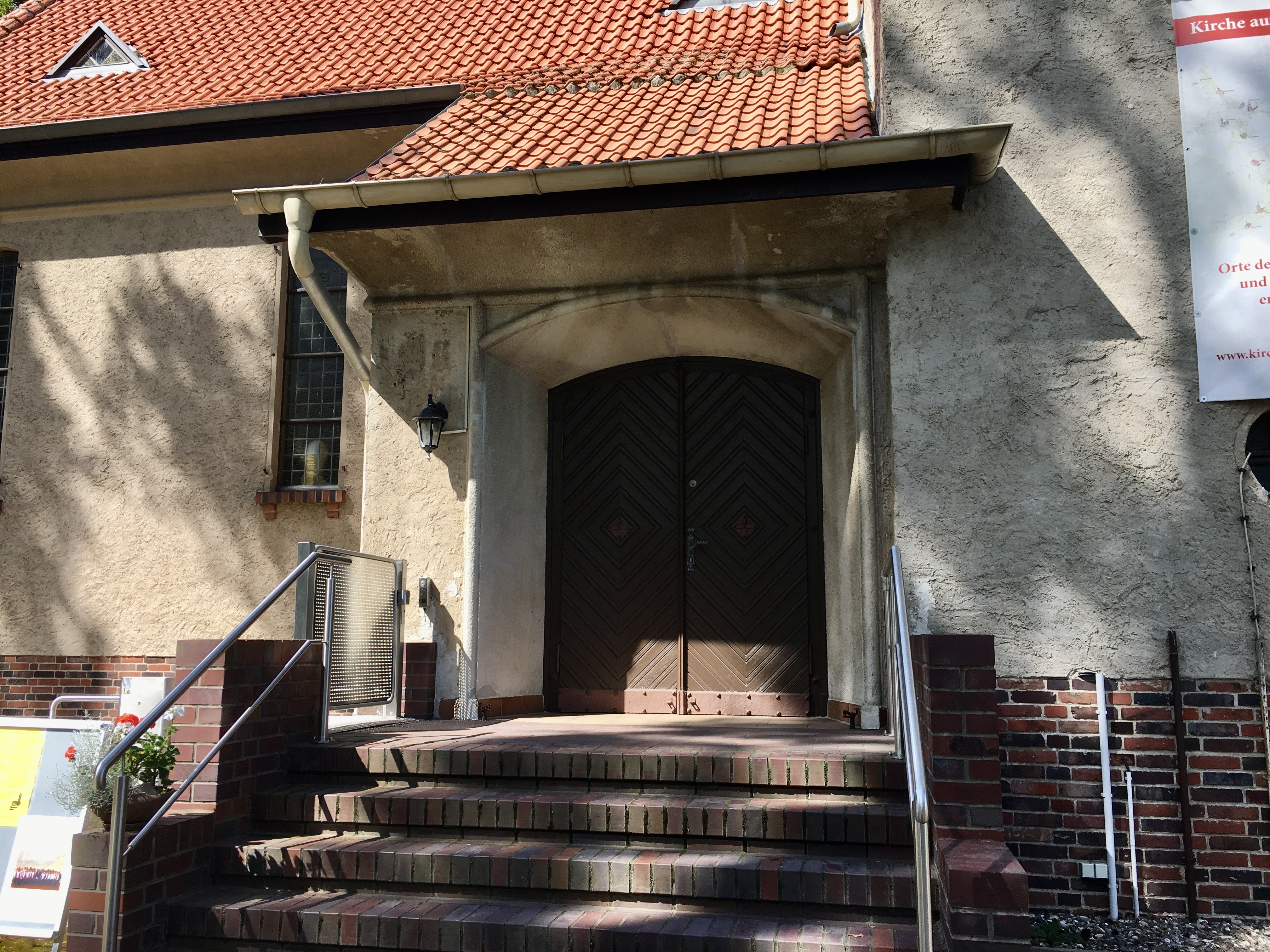
Wejście główne